# خوزه موتا (کمدین)
خوزه موتا (اسپانیایی: José Mota‎؛ ‏زاده ۳۰ ژوئن ۱۹۶۵) بازیگر و کمدین اسپانیایی است.
از کارهای معروف او می‌توان به بازی در فیلم ابراکادابرا و به‌طور کاملاً اتفاقی اشاره کرد.